# Costa Ionica Foce Cavone
Costa Ionica Foce Cavone este o arie protejată (arie specială de conservare — SAC, sit de importanță comunitară — SCI) din Italia întinsă pe o suprafață de 2.044 ha, din care 73 % marine.

## Localizare
Centrul sitului Costa Ionica Foce Cavone este situat la coordonatele 40°16′49″N 16°46′56″E / 40.280348°N 16.78224°E.

## Înființare
Situl Costa Ionica Foce Cavone a fost declarat sit de importanță comunitară în septembrie 1995 pentru a proteja 97 de specii de animale. Situl a fost protejat și ca arie specială de conservare în ianuarie 2017.

## Biodiversitate
Situată în ecoregiunea mediteraneană, aria protejată conține 14 habitate naturale: Râuri mediteraneene cu debit permanent cu specii de Paspalo-Agrostidion și galerii riverane de Salix și de Populus alba, Galerii și tufărișuri riverane sudice (Nerio-Tamaricetea și Securinegion tinctoriae), Dune mobile de-a lungul țărmului cu Ammophila arenaria („dune albe”), Pășuni mediteraneene udate de apa mării (Juncetalia maritimi), Estuare, Dune cu vegetație ierboasă Malcolmietalia, Tufărișuri halofile mediteraneene și termo-atlantice (Sarcocornetea fruticosi), Bancuri de nisip acoperite în permanență slab de apă marină, Dune cu tufărișuri sclerofile Cisto-Lavenduletalia, Dune de coastă cu Juniperus spp., Vegetație anuală la limita mareei, Salicornia și alte specii anuale care populează regiunile mlăștinoase și nisipoase, Dune mobile cu vegetație embrionară, Dune cu vegetație ierboasă Brachypodietalia cu specii anuale.
La baza desemnării sitului se află mai multe specii protejate:
- păsări (92): uliu păsărar (Accipiter nisus), lăcar mare (Acrocephalus arundinaceus), privighetoare-de-baltă (Acrocephalus melanopogon), lăcar-de-lac (Acrocephalus scirpaceus), fluierar de munte (Actitis hypoleucos), pițigoi codat (Aegithalos caudatus), pescăruș albastru (Alcedo atthis), fâsă de luncă (Anthus pratensis), fâsă de pădure (Anthus spinoletta), fâsă de pădure (Anthus trivialis), lăstunul mare (Apus apus), Apus pallidus, egretă mare (Ardea alba), stârc cenușiu (Ardea cinerea), stârc galben (Ardeola ralloides), șorecarul comun (Buteo buteo), Calidris alba, fugaci de țărm (Calidris alpina), bătăuș (Calidris pugnax), sticlete (Carduelis carduelis), Cettia cetti, prundăraș de sărătură (Charadrius alexandrinus),  prundaș gulerat mic (Charadrius dubius), prundaș gulerat mare (Charadrius hiaticula), chirichița cu obraz alb (Chlidonias hybrida), florinte (Chloris chloris), erete de stuf (Circus aeruginosus), erete vânăt (Circus cyaneus), Cisticola juncidis, porumbel gulerat (Columba palumbus), dumbrăveancă (Coracias garrulus), cioară neagră (Corvus corone), gușă vânătă (Cyanecula svecica), pițigoi albastru (Cyanistes caeruleus), lăstun de casă (Delichon urbicum), egretă mică (Egretta garzetta), presură sură (Emberiza calandra), presură bărboasă (Emberiza cirlus), presură de stuf (Emberiza schoeniclus), măcăleandru (Erithacus rubecula), șoimul rândunelelor (Falco subbuteo), vânturel roșu (Falco tinnunculus), cinteză (Fringilla coelebs), ciocârlan (Galerida cristata), becațină comună (Gallinago gallinago), găinușă de baltă (Gallinula chloropus), gaiță (Garrulus glandarius), cocor (Grus grus), scoicar (Haematopus ostralegus), piciorong (Himantopus himantopus), rândunică (Hirundo rustica), Larus argentatus, Larus audouinii, pescăruș-cu-cap-negru (Larus melanocephalus), pescăruș râzător (Larus ridibundus), câneparul (Linaria cannabina), privighetoare (Luscinia megarhynchos), prigoare (Merops apiaster), gaia neagră (Milvus migrans), gaia roșie (Milvus milvus), codobatură galbenă (Motacilla alba), codobatura galbenă (Motacilla flava), muscar sur (Muscicapa striata), Numenius arquata arquata, pițigoi mare (Parus major), vrabie (Passer domesticus), vrabie de câmp (Passer montanus), cormoran mare (Phalacrocorax carbo), pitulice de munte (Phylloscopus collybita), pitulice sfârâitoare (Phylloscopus sibilatrix), pitulice-fluierătoare (Phylloscopus trochilus), coțofană (Pica pica), corcodel mare (Podiceps cristatus), cresteț pestriț (Porzana porzana), brumăriță de pădure (Prunella modularis), cristei de baltă (Rallus aquaticus), pițigoi-pungar (Remiz pendulinus), mărăcinar negru (Saxicola torquatus), cănăraș (Serinus serinus), eider (Somateria mollissima), chiră mică (Sternula albifrons), guguștiuc (Streptopelia decaocto), silvie cu cap negru (Sylvia atricapilla), silvie mediteraneană (Sylvia melanocephala), călifar alb (Tadorna tadorna), chiră de mare (Thalasseus sandvicensis), fluierar de mlaștină (Tringa glareola), fluierarul de zăvoi (Tringa ochropus), fluierarul cu picioare roșii (Tringa totanus), mierlă (Turdus merula), sturz-cântător (Turdus philomelos), Zapornia parva
- mamifere (1): vidră de râu (Lutra lutra)
- nevertebrate (1): Coenagrion mercuriale
- pești (1): Rutilus rubilio
- reptile (2): țestoasa de baltă (Emys orbicularis), țestoasă bănățeană (Testudo hermanni)

Pe lângă speciile protejate, pe teritoriul sitului au mai fost identificate 14 specii de plante, 3 specii de amfibieni, 4 specii de mamifere, 5 specii de nevertebrate, 3 specii de pești, 4 specii de reptile.